# Барановський Василь Володимирович (політик)
Василь Володимирович Барановський (нар. 3 січня 1942, село Немія, тепер Могилів-Подільського району Вінницької області) — український радянський діяч, токар Могилів-Подільського машинобудівного заводу імені Кірова Вінницької області. Депутат Верховної Ради УРСР 8—10-го скликань.

## Біографія
Освіта середня. З 1960 року — токар Могилів-Подільського машинобудівного заводу імені Кірова Вінницької області.
У 1963—1966 роках — служба в Радянській армії.
З 1966 року — токар Могилів-Подільського машинобудівного заводу імені Кірова Вінницької області.
Потім — на пенсії в місті Могилів-Подільський.

## Нагороди
- ордени
- медалі